# The Chrysalis Years
Pour les articles homonymes, voir Chrysalis.
The Chrysalis Years est une compilation de trois CD qui comprend les cinq albums des Ramones sur Chrysalis Records : Brain Drain, Mondo Bizarro, Acid Eaters, ¡Adios Amigos! et  Loco Live (certaines versions incluent Animal Boy de Loco Live). Il a été commercialisé en 2002.

## Liste de CD

### CD 1 (Brain Drain,Acid Eaters)
1. I Believe In Miracles
2. Zero Zero UFO
3. Don't Bust My Chops
4. Punishment Fits The Crime
5. All Screwed Up
6. Palisades Park
7. Pet Sematary
8. Learn to Listen
9. Can't Get You Out Of My Mind
10. Ignorance Is Bliss
11. Come Back Baby
12. Merry Christmas (I Don't Want To Fight Tonight)
13. Journey To The Centre Of The Mind
14. Substitute
15. Out of Time
16. Shape Of Things To Come
17. Somebody to Love
18. When I Was Young
19. 7 And 7 Is
20. My Back Pages
21. I Can't Seem To Make You Mine
22. Have You Ever Seen the Rain?
23. I Can't Control Myself
24. Surf City
25. Spider Man

### CD 2 (Mondo Bizarro,Adios Amigos)
1. Censorshit
2. Job That Ate My Brain
3. Poison Heart
4. Anxiety
5. Strength To Endure
6. It's Gonna Be Alright
7. Take It As It Comes
8. Main Man
9. Tomorrow She Goes Away
10. I Won't Let It Happen
11. Cabbies On Crack
12. Heidi Is A Head Case
13. Touring
14. I Don't Want To Grow Up
15. Makin' Monsters For My Friends
16. It's Not For Me To Know
17. Crusher
18. Life's A Gas
19. Take The Pain Away
20. I Love You
21. Cretin' Family
22. Have A Nice Day
23. Scattergun
24. Got A Lot To Say
25. She Talks To Rainbows
26. Born To Die In Berlin

### CD3 (Loco Live)
1. The Good, the Bad and the Ugly
2. Durango 95
3. Teenage Lobotomy
4. Psycho Therapy
5. Blitzkrieg Bop
6. Do You Remember Rock 'n' Roll Radio?
7. I Believe In Miracles
8. Gimme Gimme Shock Treatment
9. Rock 'n' Roll High School
10. I Wanna Be Sedated
11. The KKK Took My Baby Away
12. I Wanna Live
13. Bonzo Goes To Bitzberg
14. Too Tough To Die
15. Sheena Is a Punk Rocker
16. Rockaway Beach
17. Pet Sematary
18. Don't Bust My Chops
19. Palisades Park
20. Mama's Boy
21. Animal Boy
22. Wart Hog
23. Surfin' Bird
24. Cretin' Hop
25. I Don't Wanna Walk Around With You
26. Today Your Love Tomorrow The World
27. Pinhead
28. Somebody Put Something in My Drink
29. Beat On The Brat
30. Judy Is A Punk
31. Chinese Rocks
32. Love Kills
33. Ignorance Is Bliss